# آرثر لينغ
آرثر لينغ (بالإنجليزية: Arthur Laing)‏ (و. 1904 – 1975 م) هو سياسي، ورجل أعمال كندي، ولد في كولومبيا البريطانية، كان عضوًا في الحزب الليبرالي الكندي، توفي عن عمر يناهز 71 عاماً.

## مناصب
تولى منصب
- عضو مجلس العموم الكندي
- عضو مجلس الشيوخ الكندي ‏

.